# Granobrissoides
Granobrissoides is een geslacht van zee-egels uit de familie Maretiidae.

## Soorten
- Granobrissoides dyscritus (H.L. Clark, 1938)
- Granobrissoides hirsutus (Mortensen, 1950)